# لاریسا یورداچه
لاریسا یورداچه (به انگلیسی: Larisa Iordache) ژیمناست زادهٔ ۱۹ ژوئن ۱۹۹۶ میلادی اهل کشور رومانی است.